# Chiesa di Santa Maria Maggiore (Lanciano)
La chiesa di Santa Maria Maggiore si trova a Lanciano, in provincia di Chieti, nell'antico quartiere Civitanova.

## Monumento nazionale
È ritenuto uno dei monumenti più importanti d'Abruzzo nonché la chiesa più interessante della città, monumento nazionale dal 1902.
.
L'elemento più caratteristico della chiesa è la maestosa facciata gotica del maestro lancianese Francesco Petrini, realizzata nel XIV secolo, con un magnifico portale risalente al 1317. 
Dopo un lungo periodo di lavori, terminati nel marzo 2024, ora la si può ammirare nel suo magnifico splendore.

## Come arrivare
La chiesa, situata in corso Garibaldi, è raggiungibile sia a piedi sia in macchina, essendo in cima al colle del rione medievale Civitanova. Dalla centralissima piazza Plebiscito si percorre la discesa sotto il monumento ai caduti per piazza Garibaldi del mercato coperto, successivamente si percorre la cosiddetta "salita dei gradoni" (XV secolo), giungendo in cima, svoltando a sinistra. Facilmente raggiungibile anche dalle Torri Montanare in via Silvio Spaventa.

## Storia

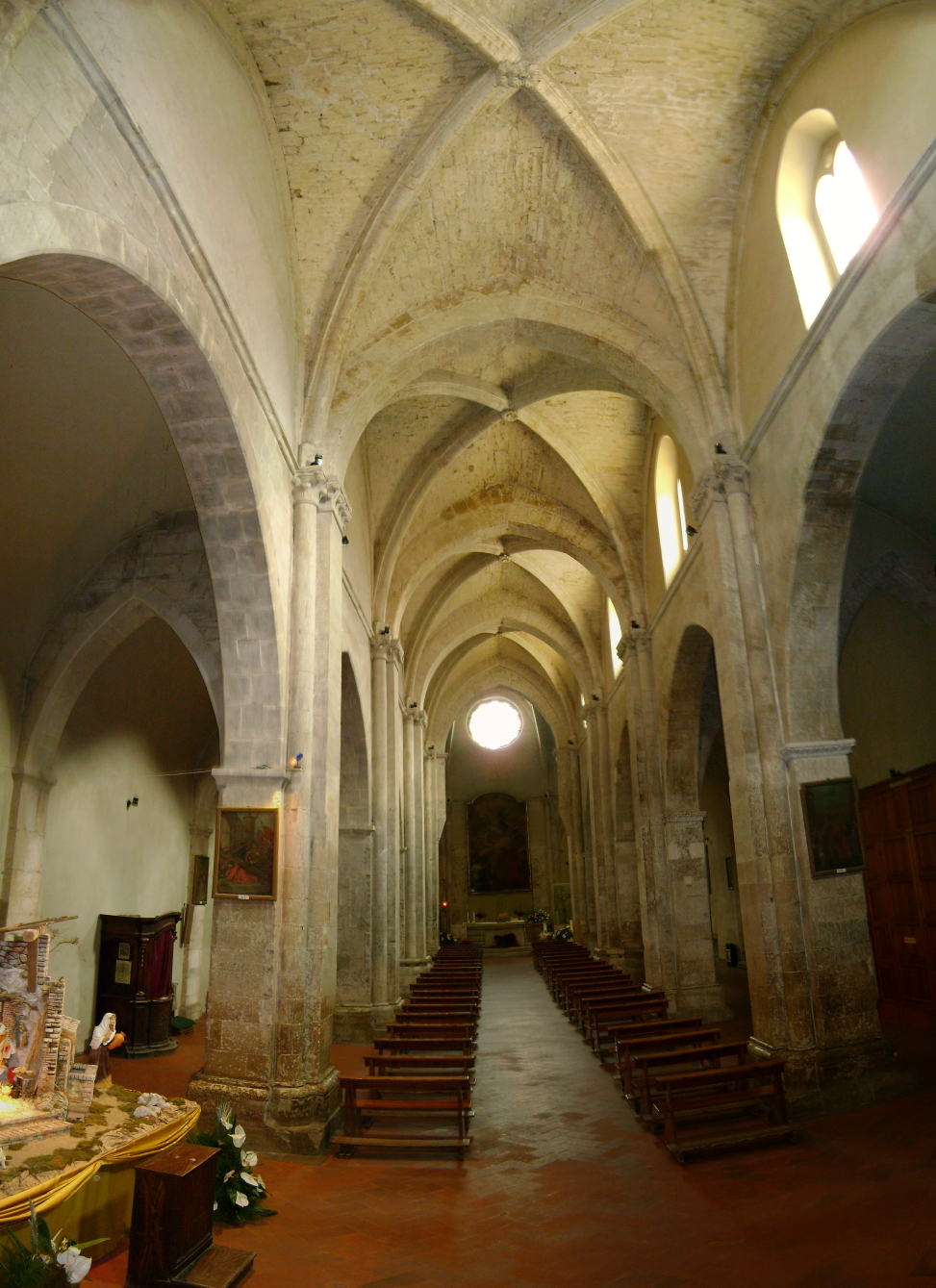
L'interno dell'antica struttura medievale,prima del restauro (2018-2024)

Secondo la leggenda la chiesa venne edificata su un tempio pagano dedicato al dio Apollo, nel luogo dove si tenevano le Nundianae meractus, cioè le fiere. Diversamente gli scavi operati nel 1968, durante lavori di restauro e ripristino, hanno fatto affiorare tracce di una chiesa romanica, risalente probabilmente alla fine del XII secolo, inglobata nelle successive costruzioni. La trasformazione dell'antica struttura incominciò nel 1227, sotto la dominazione sveva, diretta da maestranze cistercensi-borgognone, provenienti dai cantieri dell'abbazia di Santa Maria Arabona. Venne ampliata longitudinalmente con la realizzazione del presbiterio, quadrato esternamente e ottagonale internamente, con copertura a ombrello. Fu in quell'occasione che venne abbassato di qualche metro il piano di calpestio dell'interno e vennero realizzare le volte sulle navate. Vennero conservati, del vecchio tempio, il basamento del campanile, alcune pareti e il portale principale.
Nel 1317 fu realizzata la nuova facciata orientale, che si affaccia su via Santa Maria Maggiore, rivolta verso la nuova direttrice di espansione della città, con un portale gotico di Francesco Petrini. Conseguentemente a questa modifica strutturale il presbiterio venne trasformato in vestibolo e l'antico portale venne murato per accogliere l'abside. Furono realizzati inoltre due portali laterali con elementi tipicamente federiciani, che richiamano soluzioni riconducibili a Castel del Monte in Puglia. Fu innalzata la torre campanaria, affiancata da un'altra gemella, che secondo le cronache locali venne distrutta dal terremoto del 1600.
Nel XVI secolo, con il fermento urbanistico che caratterizzò il quartiere Civitanova soprattutto dal 1515, quando vi si stanziò il nuovo arcivescovado, la chiesa fu oggetto di ulteriori operazioni. Con le trasformazioni del 1540 l'assetto della chiesa gotica venne completamente stravolto, con l'abbattimento della navata sinistra per lasciare spazio a una grande navata centrale, il cui ingresso era rivolto verso il campanile; la navata centrale fu trasformata in navata laterale, mentre dalla navata destra si ricavarono le cappelle. La facciata monumentale del Petrini venne affiancata da un nuovo prospetto, il cui coronamento orizzontale fu posto in corrispondenza di quello già esistente, con rosone e portale in corrispondenza della nuova navata. Subì modifiche anche l'interno, con un rivestimento a intonaco e con la dotazione di elementi ornamentali di carattere tipicamente rinascimentale.
Nel 1960 sono stati effettuati alcuni interventi di ripristino per eliminare delle strutture e decorazioni moderne che coprivano parte delle architetture medievali gotiche della chiesa. Tali modifiche neoclassiche all'interno gotico a tre navate erano state apportate nel 1856 da Filippo Sargiacomo, il quale realizzò anche un monumentale capo altare neogotico, distrutto da Mario Moretti durante i restauri del 1968, che hanno isolato l'edificio gotico originale, dalle altre due grandi navate barocche, adibite a sagrestia e uffici parrocchiali.
L'altare del Sargiacomo è andato distrutto, sostituito da uno moderno. 
Nei primi anni 2000 è stato restaurato il campanile, in condizioni di degrado e sono stati avviati i lavori di recupero dell'ex chiesa barocca, interrotti però da un contenzioso tra la diocesi e la ditta dei lavori. Nel 2019, con fine data il 2021, iniziano nuovi lavori di recupero della chiesa, finanziati dal MiBACT, data l'importanza architettonica della chiesa, necessitante di lavori di ripulitura dagli anni 60, per il degrado.
I lavori si sono conclusi nel 2024.

## Descrizione

### Esterno
Il complesso di Santa Maria Maggiore vanta caratteri stilistici unici nella città di Lanciano, esaltati dalla posizione ambientale, che ne accresce l'aspetto monumentale.

#### La facciata principale

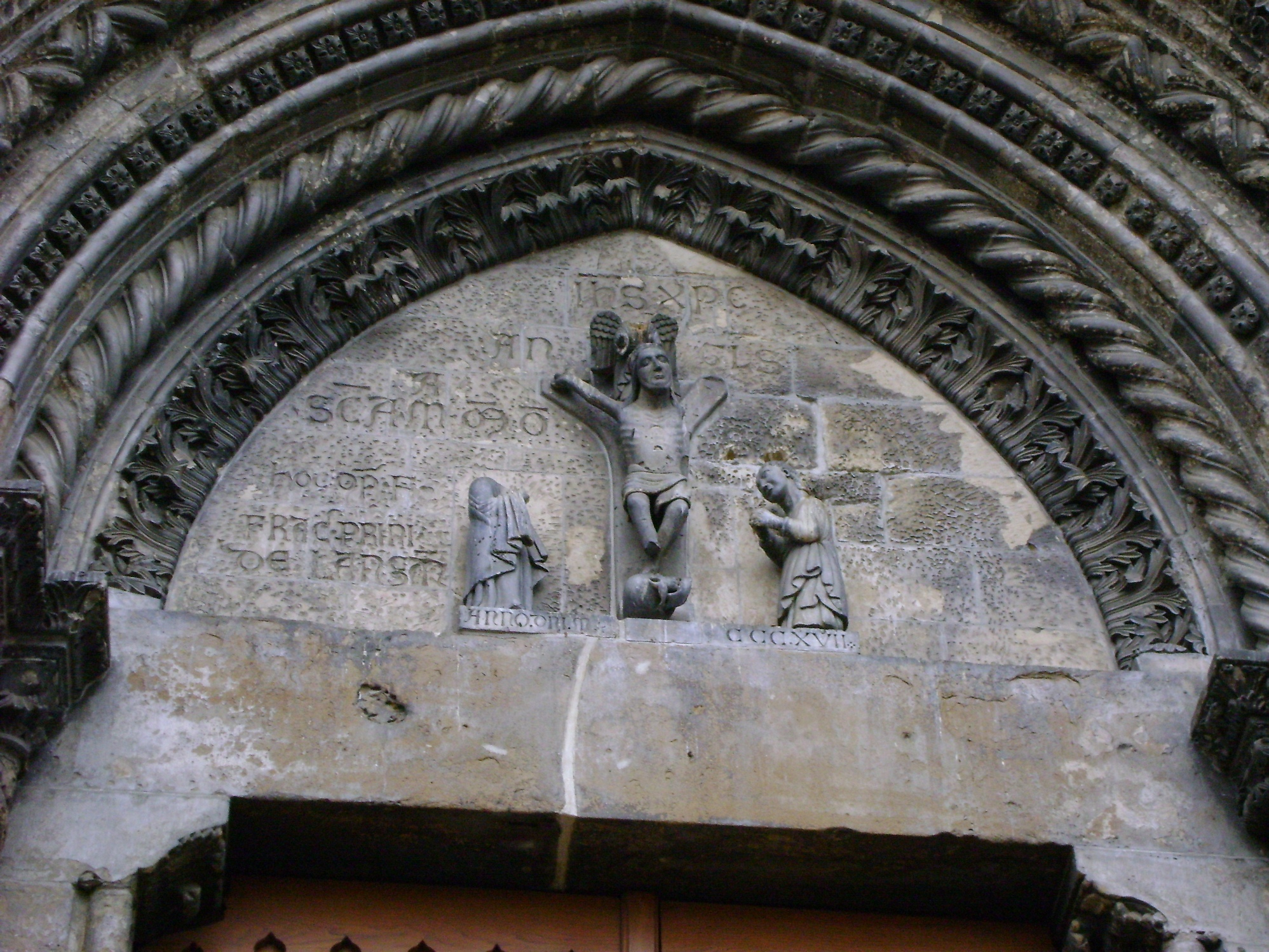
La lunetta

Il prospetto principale si innalza sulla piazzetta antistante mediante una scalinata recintata alla base da un cancello in ferro battuto risalente al 1901. Al termine di essa vi è il portale, nella cui lunetta è inciso, sopra l'architrave, il nome dell'artefice dell'opera, Francesco Petrini e la data di realizzazione -1317-, insieme con una raffigurazione scultorea della crocifissione.
Il portale vanta virtuosismi decorativi tra i più pregiati dell'arte abruzzese trecentesca, quali gli archi ogivali sotto il timpano triangolare, la notevole strombatura e il patrimonio scultoreo. A fiancheggiarlo vi sono due bifore, notevolmente strombate, con un arco a tutto sesto delimitato da colonnine tortili e decorato con sculture vegetali a punta di diamante.
Il rosone è posizionato in asse al portale. Presenta una notevole strombatura ed è costituito da cerchi concentrici, di cui il più esterno possiede una cornice ornata a bassorilievi con motivi floreali. La ruota è composta da 12 colonnine radianti, che sugli assi principali diventano tortili. I collegamenti tra esse a due a due avvengono tramite archetti a tutto centro, saltando una colonnina di volta il volta, generando, con il loro intreccio, un motivo a traforo polilobato. Una fascia aggettante circonda il rosone dalla muratura. Ornata da sculture a motivi vegetali, essa termina al centro, dove viene sorretta da due colonnine tortili che poggiano su altrettanti telamoni a mensola.

#### La facciata cinquecentesca

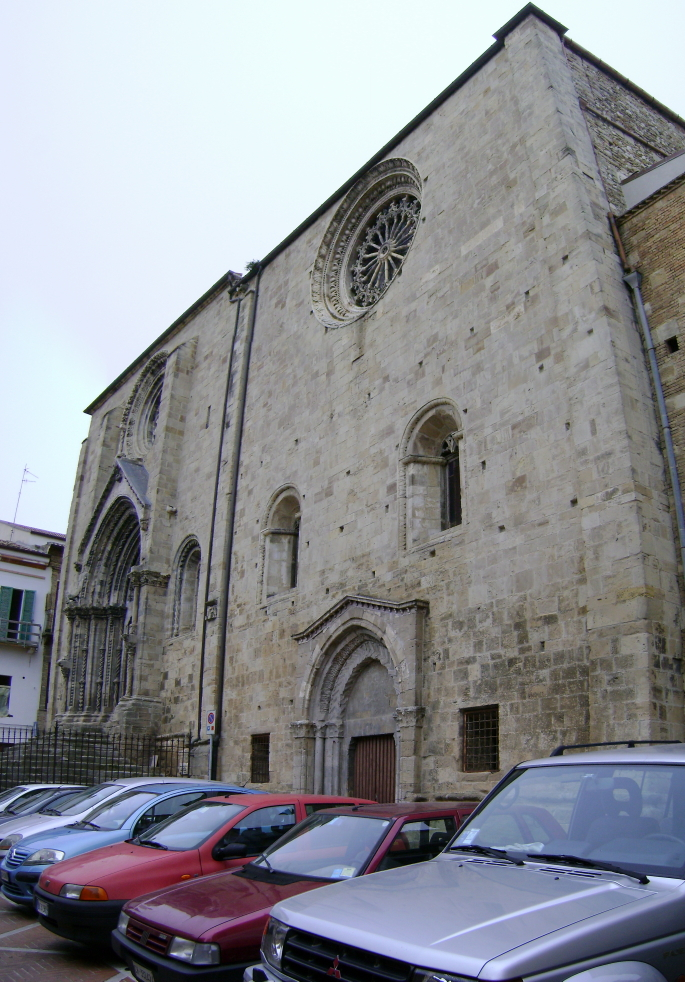
Le due facciate gotiche; a destra quella cinquecentesca

A destra del fonte principale vi è quella realizzata con i lavori di ampliamento cinquecenteschi. È anch'esso costituito in conci di arenaria, possiede terminazione orizzontale e un portale sovrastato da un rosone e da due finestre strombate.
Lo stile del rosone è tipicamente rinascimentale, grazie alle decorazioni classiciste dei cerchi concentrici che compongono la strombatura dell'oculo e che presentano bassorilievi a ovoli e dentelli, oltre che un doppio ordine di archetti tripartiti che accolgono le 16 colonnine della ruota.
Al contrario del portale principale, quello della seconda facciata è posto a quota notevolmente inferiore rispetto al piano di calpestio dell'interno. In passato quest'ultimo era posizionato sulla parete perimetrale settentrionale della chiesa cistercense, che in seguito alla distruzione del prospetto, a causa dei lavori di ampliamento, venne collocato nell'odierna facciata.
I caratteri stilistici dello stesso sono simili a quelli del portale sul prospetto meridionale, ma viene inoltre definito federiciano poiché tipico delle costruzioni commissionate da Federico II di Svevia in Puglia, in particolare al Castel del Monte di Adria.

#### La facciata romanica

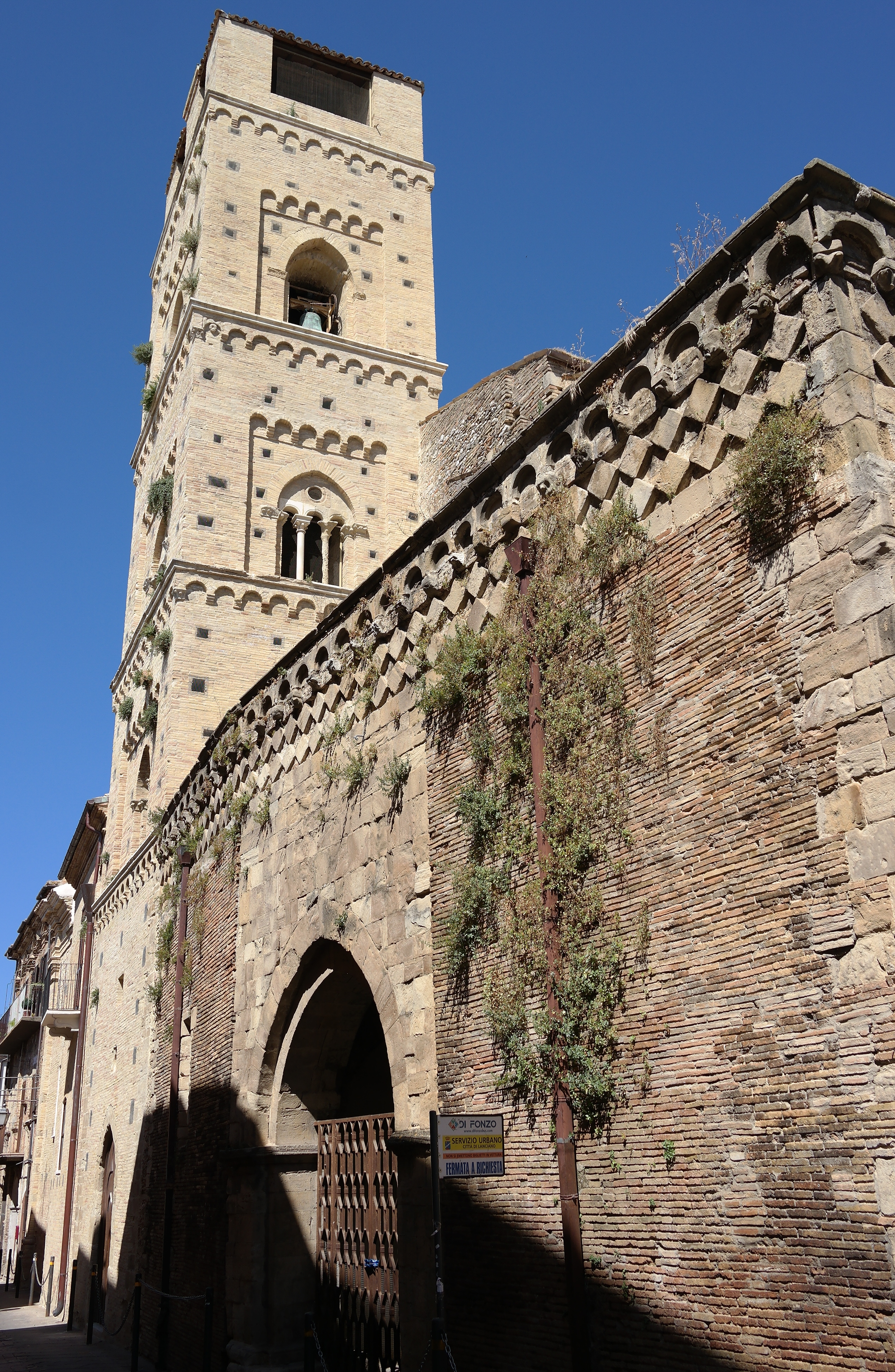
La facciata romanica

Sul fianco occidentale dell'edificio sorge la facciata della chiesa originaria, adiacente all'attuale via Garibaldi. In essa sono distinguibili perfettamente le varie fasi costruttive della fabbrica, del portico e del campanile. Dalla diversa quota della sua copertura rispetto a quella della chiesa è riconoscibile il volume dell'avancorpo, coronato da fasce di mattoni disposti diagonalmente a formare un motivo detto a dente di ruota o di sega che sono sormontati da un filare di archetti pensili che delimita il portico e il primo livello del campanile.
Il portale, con doppio arco a sesto acuto, è posizionato al centro del prospetto e precede il vero e proprio ingresso della chiesa.
Esso conserva molto probabilmente il portale della chiesa romanica benedettina, costituito con tre archi concentrici sostenuti da altrettanti piedritti e capitelli e delimitato da un architrave monolitico ornato da figure animali e intrecci di vegetazione.

#### Il campanile

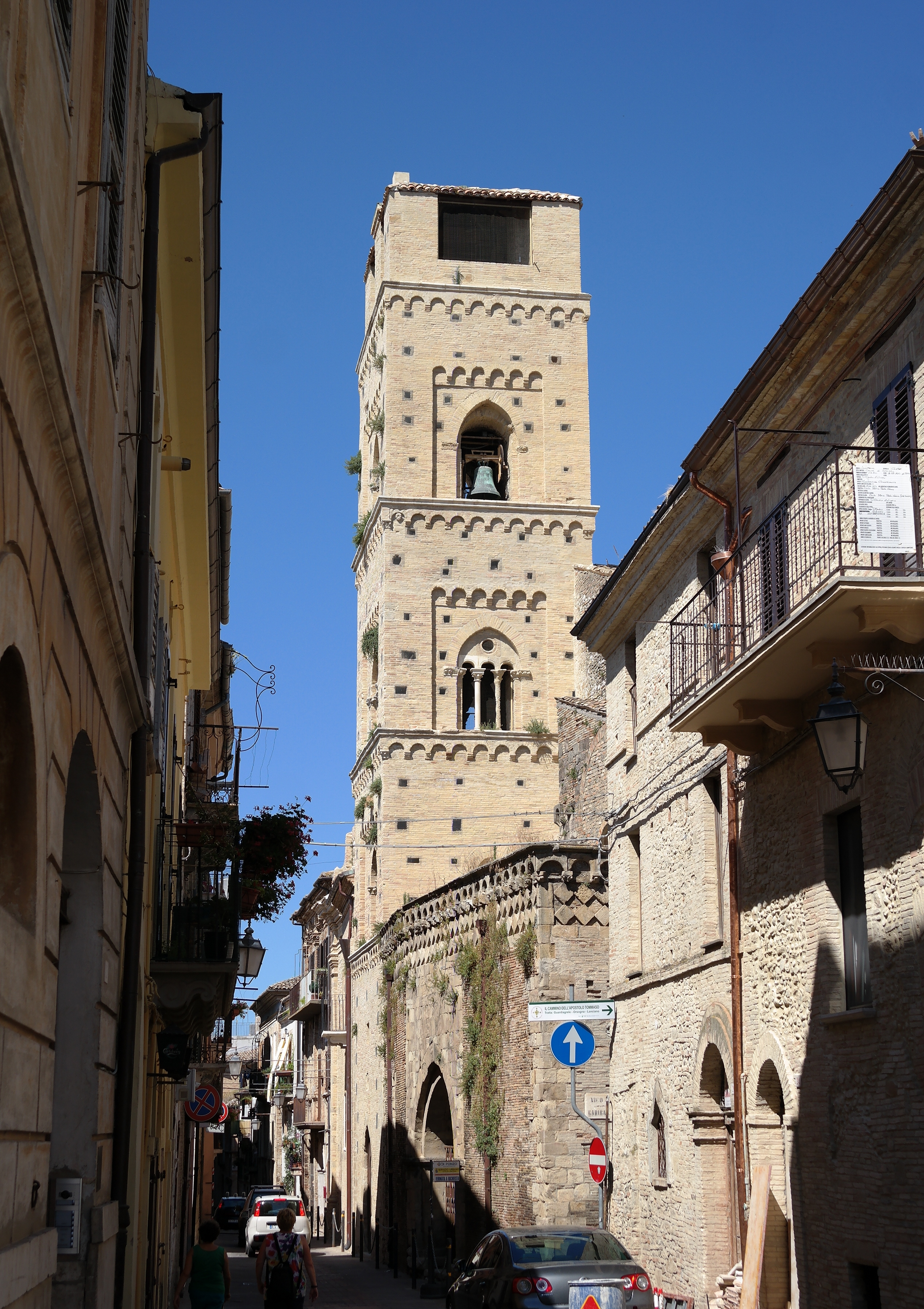
Il campanile

Il campanile si innalza al centro del prospetto. La parte basamentale è costituita in pietra e mattoni, mentre quella superiore è realizzata interamente in mattoni, rendendo quindi distinguibili le due parti. A dividere i tre livelli vi sono archetti pensili e una cornice in pietra. Ogni livello è articolato da specchiature, decorate inoltre da archetti pensili in mattoni, al centro delle quali si aprono delle trifore con colonnine e archetti monolitici in pietra.
La nuda cortina muraria dell'ampliamento cinquecentesco, priva di elementi decorativi con l'eccezione della soluzione angolare a paraste sovrapposte, si sviluppa sul lato sinistro del campanile.

### Interno

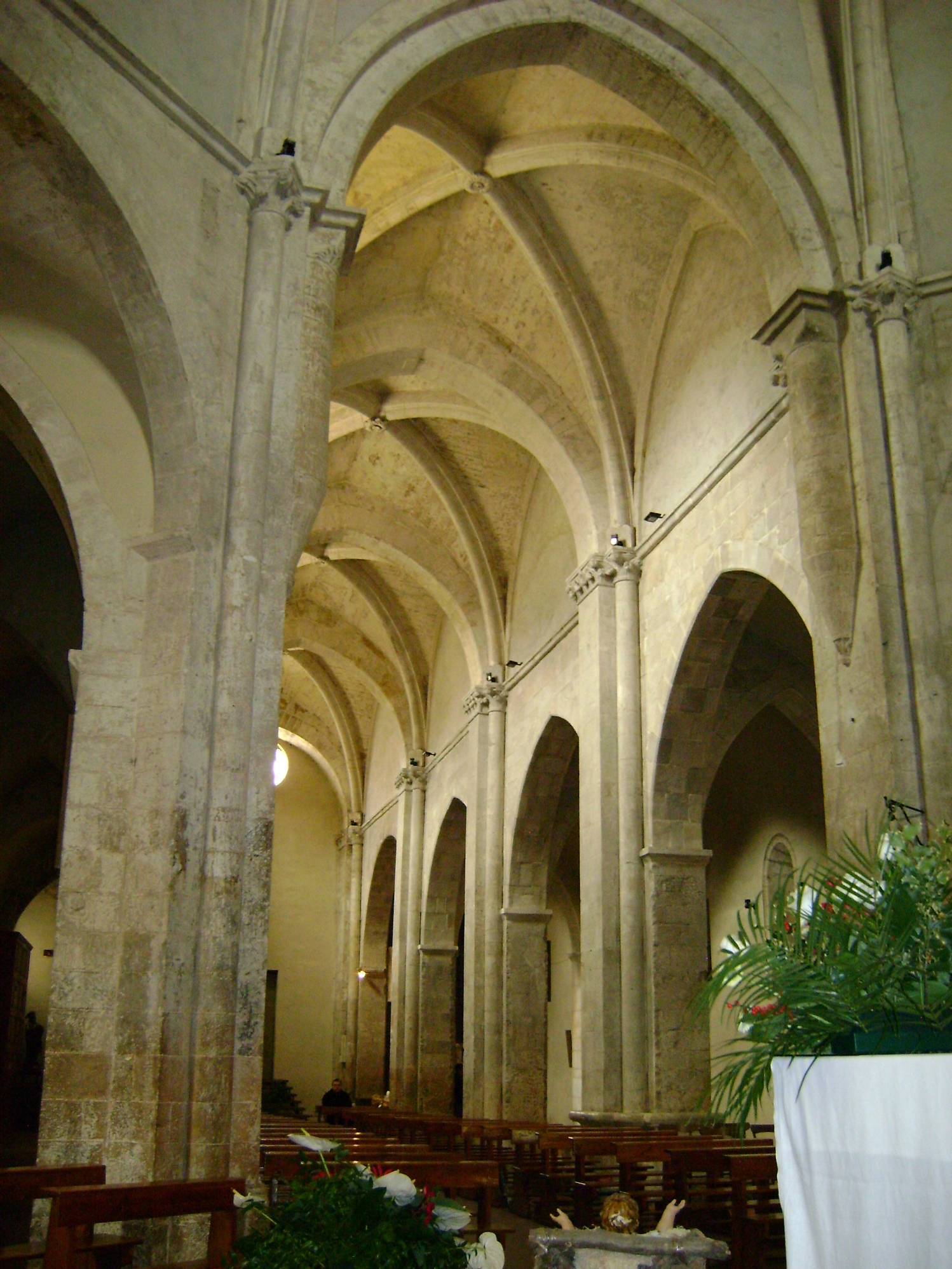
La navata centrale

L'interno è diviso in tre navate da pilastri cruciformi a cui sono addossati paraste e colonnine, che sorreggono archi a sesto acuto. A sesto acuto sono anche gli archi trasversali che separano le campate che, come le nervature delle volte, partono dalle colonnine. Le campate mutano in dimensioni diverse, diventando quadrangolari man mano che dall'ingresso si raggiunge l'altare. Il presbiterio, ottagonale all'interno e quadrato esternamente, si innesta al corpo longitudinale delle navate. La copertura è a volta di ombrello costolonata, delimitata da un arco trionfale sostenuto da semicolonne a cono rovesciato, impreziosite da motivi antropomorfi e fitomorfi.
Oltre la parete sinistra sono ancora presenti gli ambienti sopravvissuti della chiesa cinquecentesca, consistenti in una parte della navata centrale e della navata sinistra con le cappelle laterali. Qui il soffitto è interamente realizzato con volte a crociera per ciascuna campata, marcate da costoloni le cui linee continuano nelle paraste dei pilastri. Le navate e le cappelle sono divise da archi a tutto sesto. L'ordine architettonico sorregge una trabeazione che percorre l'intero perimetro della navata centrale, che si arresta in prossimità dell'abside.
Le opere e gli arredi liturgici più importanti sono situate presso l'altare maggiore. Innanzitutto spicca il Crocifisso di Nicola da Guardiagrele del 1422. La croce lancianese è stata realizzata con oro smaltato e finemente lavorato, ha forma latina con estremità trilobate, decorata lungo il suo perimetro da 28 sferette in rame dorato. Il fondo della croce è decorato da racemi vegetali a foglie di cardo, motivo tipico della produzione di Nicola. Il nodo sotto la croce è a forma di tempietto esagonale con le facce costituite da nicchie con figurine degli Apostoli, separate da piccola paraste decorate a niello con smalto blu e tralci vegetali. Sul dritto domino all'incrocio dei bracci la figura di Cristo in croce, realizzato con perfezione dei dettagli e con il perizoma falcato da morbide pieghe. Ai lati ci sono la Madonna e San Giovanni compiangenti. Sul rovescio della croce si trova l'immagine sovrastante del Redentore benedicente che tiene in mano il libro con i versetti degli Evangelisti, mentre al di sotto nelle lobature si trovano tre scene mariane con al centro la "Morte della Vergine": il ciclo mostra l'Annunciazione, l'Incoronazione, e infine la Transitio di Maria.
Le altre opere, sempre presso l'altare, sono la pala monumentale settecentesca dell'Assunzione di Maria di Giuseppangelo Ronzi, poi il trittico di Girolamo Galizzi da Santacroce che mostra la Madonna col Bambino tra San Nicola di Bari e San Tommaso (1531). In una nicchia presso l'antica facciata romanica si trova un gruppo della Crocifissione con Maria e San Giovanni, realizzato con statue lignee da Domenico Renzetti (XVIII secolo), più una statua dell'Addolorata, protettrice della confraternita di Santa Maria Maggiore.
Altre opere di pregio sono state traslate dalla chiesa nel vicino Museo diocesano per sicurezza, e componevano l'arredo liturgico della porzione cinquecentesca della chiesa a due navate, oggi sconsacrate e adibita a sacrestia. Altre opere sono una collezione di piccoli reliquiari dorati sulla navata a sinistra e un'urna lignea con il simulacro in ceroplastica contenente il corpo santo di nome Donato, detto San Donato fanciullo martire, venerato il 2 maggio.

### Il corpo di fabbrica sconsacrato

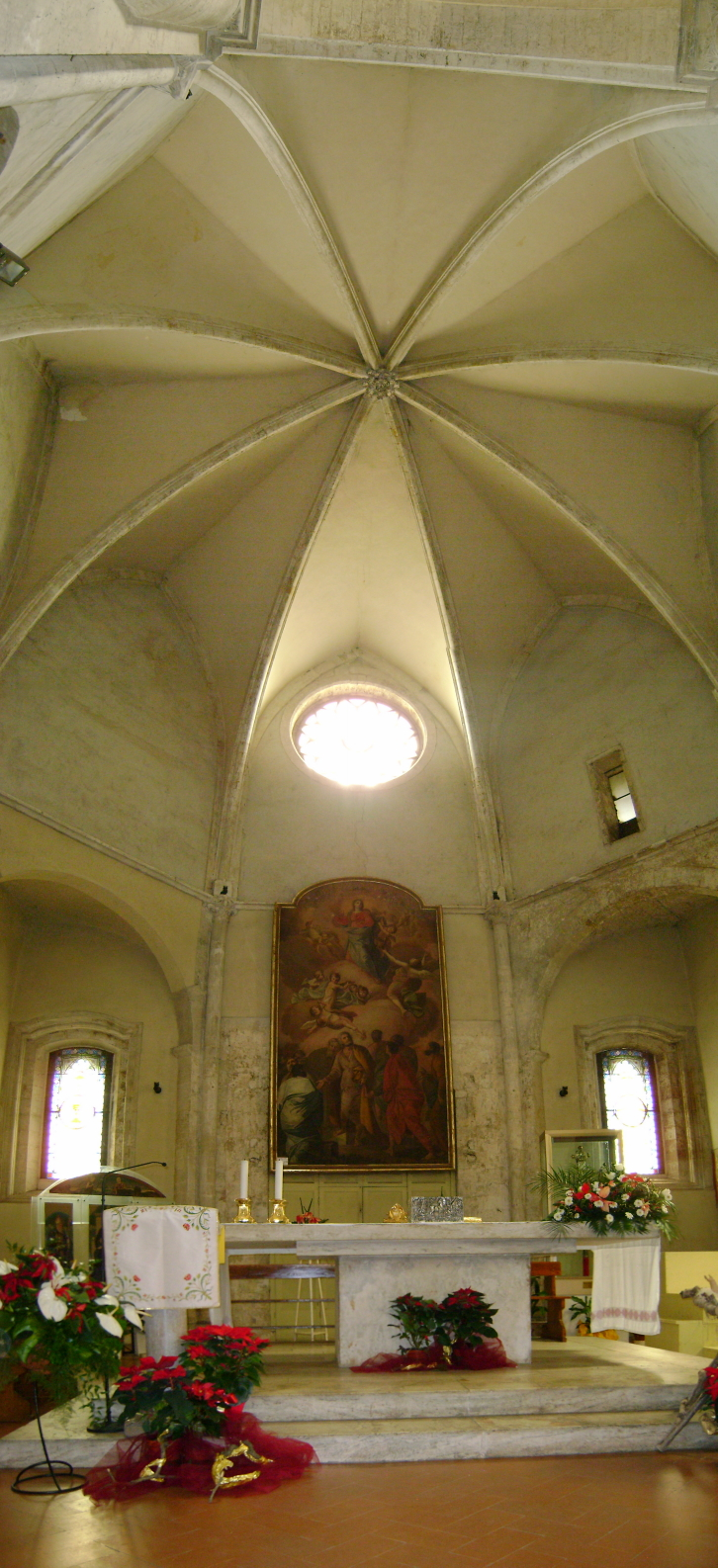
Il presbiterio gotico, ex cappella del Santissimo Sacramento, in fondo la tela dell' Assunzione di Maria in cielo, opera di Giuseppangelo Ronzi di Penne (XVIII sec.)

### Ampliamento della chiesa e seconda facciata
In seguito al terremoto del 1560, la chiesa di Santa Maria Maggiore venne profondamente restaurata. Essendo arcipretura, la chiesa subì importanti lavori di rifacimento, che comportarono l'abbattimento di quello che restava della seconda torre campanaria, gemella di quella ancora in piedi, e soprattutto l'allargamento della chiesa con un secondo corpo di fabbrica eretto sul fianco sinistro di quello originale longitudinale a tre navate gotiche.
La chiesa dunque raggiunse uno smisurato impianto longitudinale a cinque navate, delle quali le due maggiori dell'edificio nuovo, completamente diverse da quelle del XIII-XIV secolo, per giunta grandi il doppio, ed erano collegate agli archi senza che non vi fosse alcuna parete; l'altare maggiore venne spostato dalla collocazione originaria, e successivamente posto nell'area di intercapedine tra i due ingresso del portale maggiore del Petrini (1317), e il portale antico, che era stato rimontato nella facciata pseudo-gotica con il rosone.
Nel 1856 l'architetto Filippo Sargiacomo fu incaricato dall'arciprete di sistemare in veste neoclassica, gli interni della chiesa. Tra l'altro nel 1833 ci fu un incendio che fece collassare l piccola cupola presenta all'altezza dell'attuale presbiterio. Egli in una sua relazione, deplora le critiche condizioni in cui versava la chiesa, e risolve di ripulire lo stile desueto del gotico con quello più classicheggiante
Sargiacomo applicò un beverone di stucco bianco ai pilastri e alle arcate delle volte a crociera della porzione gotica, seguendo la moda allora in voga dello stile neoclassico, e consolidò le pareti. Nuovi importanti restauri ci furono nel 1969 con il soprintendente Mario Moretti, che allora era incaricato di ripristinare il possibile stile medievale originale di ciascuna principale basilica o abbazia d'Abruzzo, avendo lavorato anche alle fabbriche di Santa Maria di Collemaggio, San Pietro di Coppito per L'Aquila e alla Cattedrale di San Berardo a Teramo.
L'idea di fondo tipica di Moretti, di voler a tutti i costi ripristinare lo stile originale medievale anche a Lanciano, comportò notevoli difficoltà, perché con i lavori del XVI-XVII secolo, la parete sinistra della chiesa era stata completamente abbattuta per permettere il collegamento con le due grandi navate barocche, più le cappelle laterali, sproporzione assai visibile dalla sommità del tetto irregolare della chiesa al punto di cerniera dei due corpi: la concezione unica in questo genere di voler replicare a tutti i costi la preesistente costruzione medievale cistercense, spinse gli architetti a ricreare la seconda facciata, attaccata all'originale del 1317 come la realizzò Francesco Petrini, smontato e rimontando un antico portale, forse in posizione laterale, dalla modanatura a spina di pesce, e ricostruendo un rosone dalle fattezze rinascimentali, che ricalcava lo stile gotico.
Le difficoltà stavano anche nel pavimento del corpo barocco, molto più abbassato rispetto all'originale gotico, tanto che Moretti optò di rifare nuovamente il pavimento della chiesa medievale, di distruggere l'altare neogotico a tabernacolo cuspidato di Sargiacomo, per rifarne uno più modesto secondo i dettami del Concilio Vaticano II. Moretti separò distintamente i due corpi di fabbrica con un muro, semi-ricostruendo una parte degli archi della terza navata che andavano a collegarsi con le volte barocche, e facendo sconsacrare definitivamente l'area moderna, per riportare la chiesa al presunta stato originario, facendo inoltre riaprire anche il tamponato ingresso originario della primitiva fabbrica romanica, affacciato su via Garibaldi.
La chiesa nuova sconsacrata negli anni '60, fu inserita in un progetto di musealizzazione e restauro, ma attualmente non è visitabile.
Lo schema della chiesa è così ripartito:
- Chiesa medievale
  - Cappella di Sant'Apollonia (dall'ingresso laterale), di patronato Muzzini - De Cecco, la statua della santa è stata traslata nel Museo diocesano
  - Cappella di San Michele (capo-altare laterale dall'ingresso), di patronato De Giorgio, con il gruppo della Crocifissione, il Cristo del XV secolo, e le due statue di Maria Addolorata e San Giovanni apostolo di bottega Domenico Renzetti di Lanciano
  - Cappella di San Domenico (navata destra), patronato dei Madonna, la statua è stata traslata nel Museo diocesano, oggi è dedicata al Sacro Cuore
  - Cappella del Santissimo Crocifisso, di patronato De Chiara, oggi non risulta officiata
  - Cappellone Santissimo Sacramento, oggi corrisponde all'altare maggiore, regolarmente officiato, a pianta ottagonale

- Chiesa nuova del 1540-1856
  - Altare maggiore, oggi sconsacrato, e diviso a metà dal nuovo muro di demarcazione fra le due chiese, ricostruito da Mario Moretti; è a tabernacolo neoclassico, e la nicchia ospitata la statua della Vergine Assunta col quadro di Giuseppangelo Ronzi. Possedeva un altare in marmi policromi, a muro, andato distrutto negli anni '60.
  - Cappella di San Mattia, capoaltare a sinistra, di patronato Maranca-Antinori, a muro c'è un tabernacolo ligneo che ospitava la tela di San Mattia, traslata nel Museo diocesano, e due statue, una del Sacro Cuore, l'altra la conocchia vestita della Madonna degli Angeli tra due angioletti
  - Cappella privilegiata di Maria SSma della Pietà e Concezione, terminata nel 1876, è di proprietà della Confraternita omonima, che ha sede in una stanza he si trova sopra l'ingresso laterale da via Garibaldi, e occupa una porzione della chiesa. La cappella è decorata da succhi e intonaci colorati a tinte cerulee e dorate. In un grande altare a tabernacolo ospita la statua della Vergine Immacolata, usata per le processioni, in un'altra nicchia è ospitata la statua di San Gabriele dell'Addolorata, in un'altra la statua di Cristo risorto, utilizzata per la processione della Domenica di Pasqua. In un secondo tabernacolo a muro con tre nicchie, sono ospitate le statua della Madonna Addolorata col Cristo morto tra le braccia, del XVIII secolo, una statua di Cristo Salvatore, e l'altra di San Gaetano Thiene.
  - Oratorio della Confraternita della Concezione: a pianta rettangolare con soffitto voltato a botte, ha un ampio coro dei confratelli in legno dipinto, con gli stemmi degli arcivescovi di Lanciano che furono confratetelli, da Mons. Piscicelli, sino all'epoca contemporanea con Mons. Enzio d'Antonio. L'altare maggiore ha nella nicchia una statua della Vergine Immacolata, opera di Luigi Tenaglia di Orsogna, e un tronetto ligneo di Modesto Salvini di Orsogna.
  - Cappella di Sant'Amato, di patronato Pepe - De Cecco, oggi ospita nell'altare maggiore il corpo di San Donato fanciullo, giunto da Roma nel 1759, per volere di papa Clemente XII, dal cimitero di San Ciriaco, come attesta una lapide commemorativa. Presso la parete c'è un quadro moderno della Resurrezione di Gesù, di Federico Spoltore
  - Cappella di San Francesco Saverio, di patronato Sangiuliani, la statua è stata traslata nel Museo diocesano, si conservano le statue di San Giuseppe col Bambino e della Madonna
  - Cappella di Sant'Ignazio di Loyola , di patronato Napolitani, è decorata con un monumentale tabernacolo a muro in scagliola policroma del XVIII secolo, ornato da due figure di sante con palma del martirio e da due putti. La tela è stata traslata nel Museo diocesano.

## Palazzo arcivescovile e museo diocesano
Nei pressi della chiesa si trova il palazzo arcivescovile di Lanciano, sede del museo diocesano.